# Реясильвия (кратер)

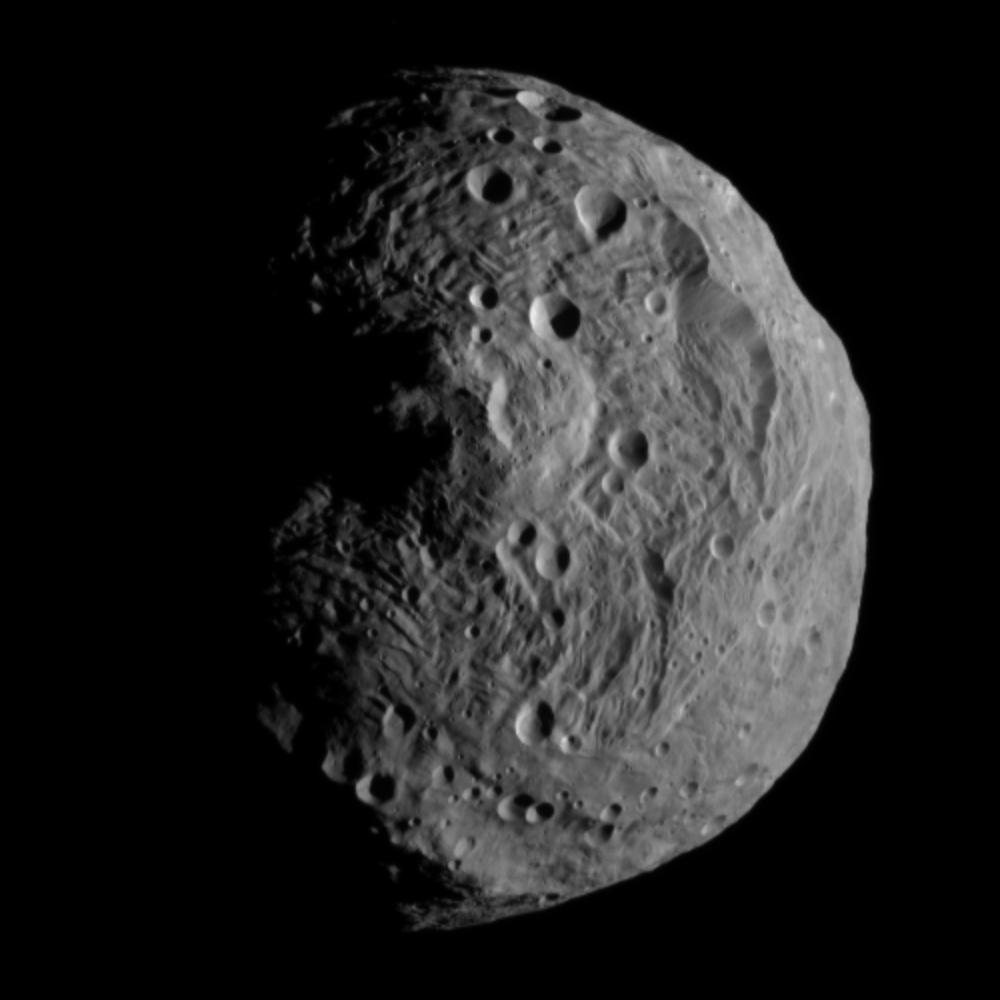
Снимок «Dawn», июль 2011

Реясильвия — ударный кратер на астероиде Веста. Имеет диаметр около 500 километров (почти равен среднему диаметру самой Весты), что делает его одним из крупнейших ударных кратеров Солнечной системы. Образовался в результате удара астероида около 2,5 миллиардов лет назад в период так называемой поздней тяжёлой бомбардировки. Обнаружен в 1997 году космическим телескопом «Хаббл», детально изучен и сфотографирован летом 2011 года межпланетной станцией «Dawn». В октябре 2011 года Международным астрономическим союзом назван именем Реи Сильвии — одной из легендарных жриц богини Весты в Древнем Риме, матери Ромула и Рема. Решением МАС название кратера пишется слитно.

## Геология
По различным оценкам, имеет диаметр от 475 до 500 километров. Является одним из самых глубоких кратеров в Солнечной системе, глубина воронки порядка 20—25 километров. В центральной части кратера (над точкой удара) возвышается центральная горка высотой около 22 км и диаметром 180 км, что делает её второй по относительной высоте из известных вершин Солнечной системы, после марсианского Олимпа. Бассейн кратера частично перекрывает более старый (возрастом около 3,8 млрд лет) кратер Вененейя, который до своей классификации МАС в феврале 2012 года временно обозначался как «Старый бассейн», его диаметр приблизительно 450 километров. Считается что в результате ударов около 1 % объёма астероида было выброшено в пространство, и вполне вероятно что результатом удара стало появление семейства Весты и астероидов класса V. С большим выбросом вещества связывают и появление метеоритов клана HED (Howardite, Eucrite, Diogenite — говардит, эвкрит, диогенит), составляющих 5 % от всех метеоритов, обнаруженных на Земле.
Кратер опоясывают борозды Дивалии, возникшие, вероятно, в результате сжатия от удара, создавшего Реясильвию.